# 瑞拖斯龍屬
瑞拖斯龍屬又名羅葉特龍，是蜥腳下目恐龍的一屬，牠們生存於侏羅紀晚期的澳大利亞。瑞拖斯龍的身長估計長約12至15米。屬名以希臘神話泰坦神族之一的瑞拖斯來命名。

## 化石發現
於1924年，在昆士蘭中央的達勒姆當斯站，發現有大型爬行動物的骨骼化石，站長Arthur Browne將骨頭碎片送給布里斯本昆士蘭博物館的Heber Longman作研究。在1926年，Longman命名了瑞拖斯龍。瑞拖斯龍的屬名以希臘神話泰坦神族之一的瑞拖斯來命名，種小名則是以Arthur Browne來命名的。某些科學文獻將屬名誤植為Rhaetosaurus、Rheteosaurus。
最初的標本是22節的尾椎，包括16節連續的骨頭及其他後肢的碎片。在Longman公布這個新發現之後，來到車站及安排運送更多的材化石料往昆士蘭博物館，這些新化石包括：1節頸椎、一些背椎、肋骨、尾椎、股骨及骨盆等。
於1975年，Mary Wade與Alan Bartholomai發現更多的化石材料，托馬斯·里奇（Tom Rich）、Anne Warren、趙喜進、拉弗·莫那兒（Ralph Molnar）等人也有發現新化石。這些新發現的骨骼包括了更多的肋骨、懷疑是頸椎的骨頭、及大部份的右後肢。直至目前為止，都沒發現尾巴末端、前肢或頭顱骨。
瑞拖斯龍及澳洲南方龍是兩類在澳大利亞（在侏羅紀是岡瓦那大陸的一部分）發現的知名蜥腳下目恐龍。瑞拖斯龍最澳大利亞的最完整蜥腳下目化石。

## 分類關係
Longman最初在德國古生物學家休尼（Friedrich von Huene）的帶領下，發現了瑞拖斯龍的原始特徵，亦即鯨龍科的特徵。但是鯨龍科現被認為只是一群基礎蜥腳下目的並系群。近年有研究因瑞拖斯龍與蜀龍的生存年代相近，而將牠們作出比較，並認為牠們是近親。由於蜀龍有一條尾槌，故該研究認為瑞拖斯龍也有類似的構造。根據瑞拖斯龍的接近完整後肢，顯示牠不屬於較為進化的新蜥腳類，但若要確定牠在蜥腳下目的演化位置，則有待更多的研究。

## 外部連結
- http://www.alphalink.com.au/~dannj/rhoet.htm